# Environnement en Nouvelle-Calédonie
L'environnement en Nouvelle-Calédonie est l'environnement (ensemble des éléments - biotiques ou abiotiques - qui entourent un individu ou une espèce et dont certains contribuent directement à subvenir à ses besoins) du pays Nouvelle-Calédonie, pays d'Europe.

## La biodiversité de la Nouvelle-Calédonie

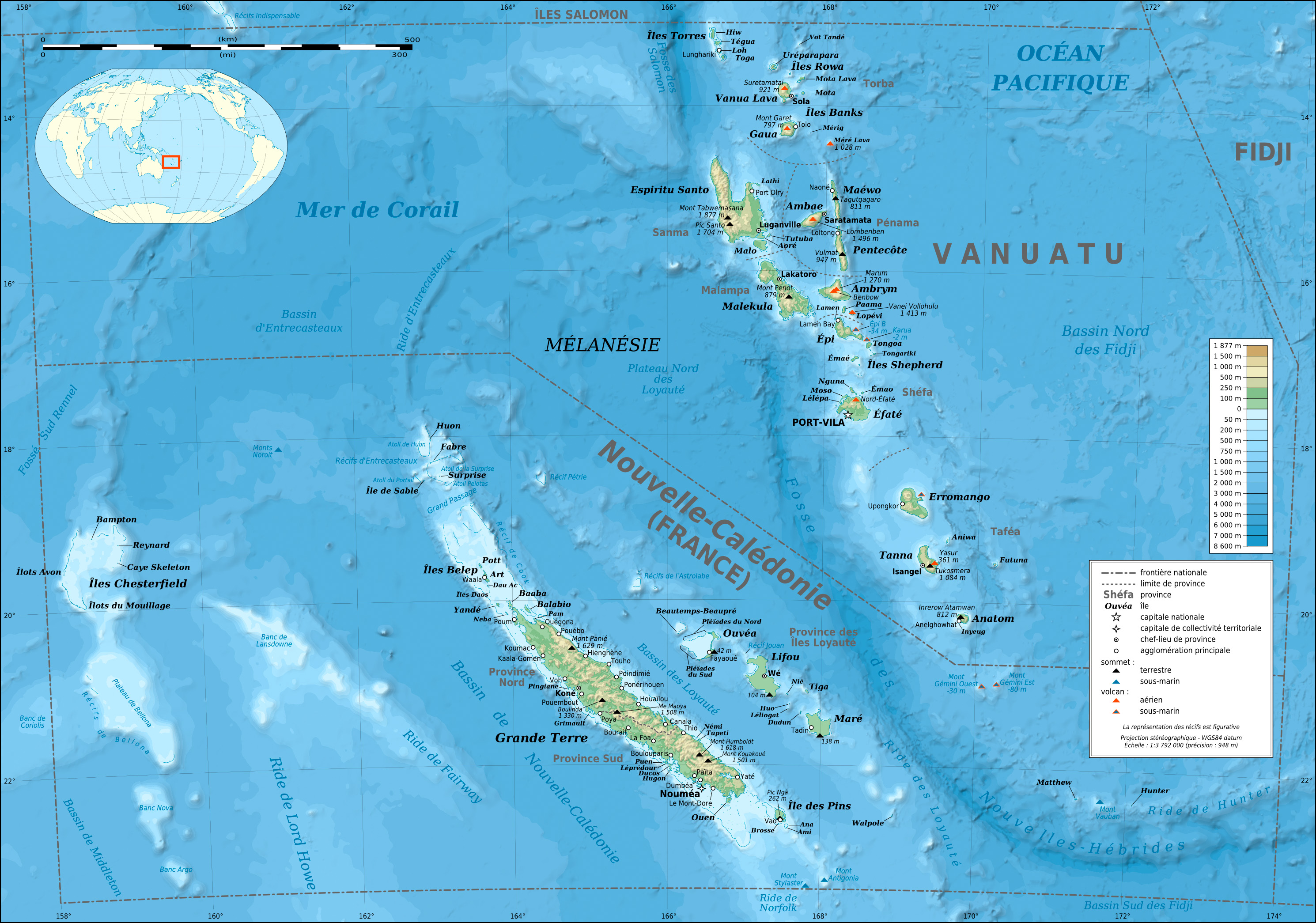
Carte générale des archipels de Nouvelle-Calédonie.

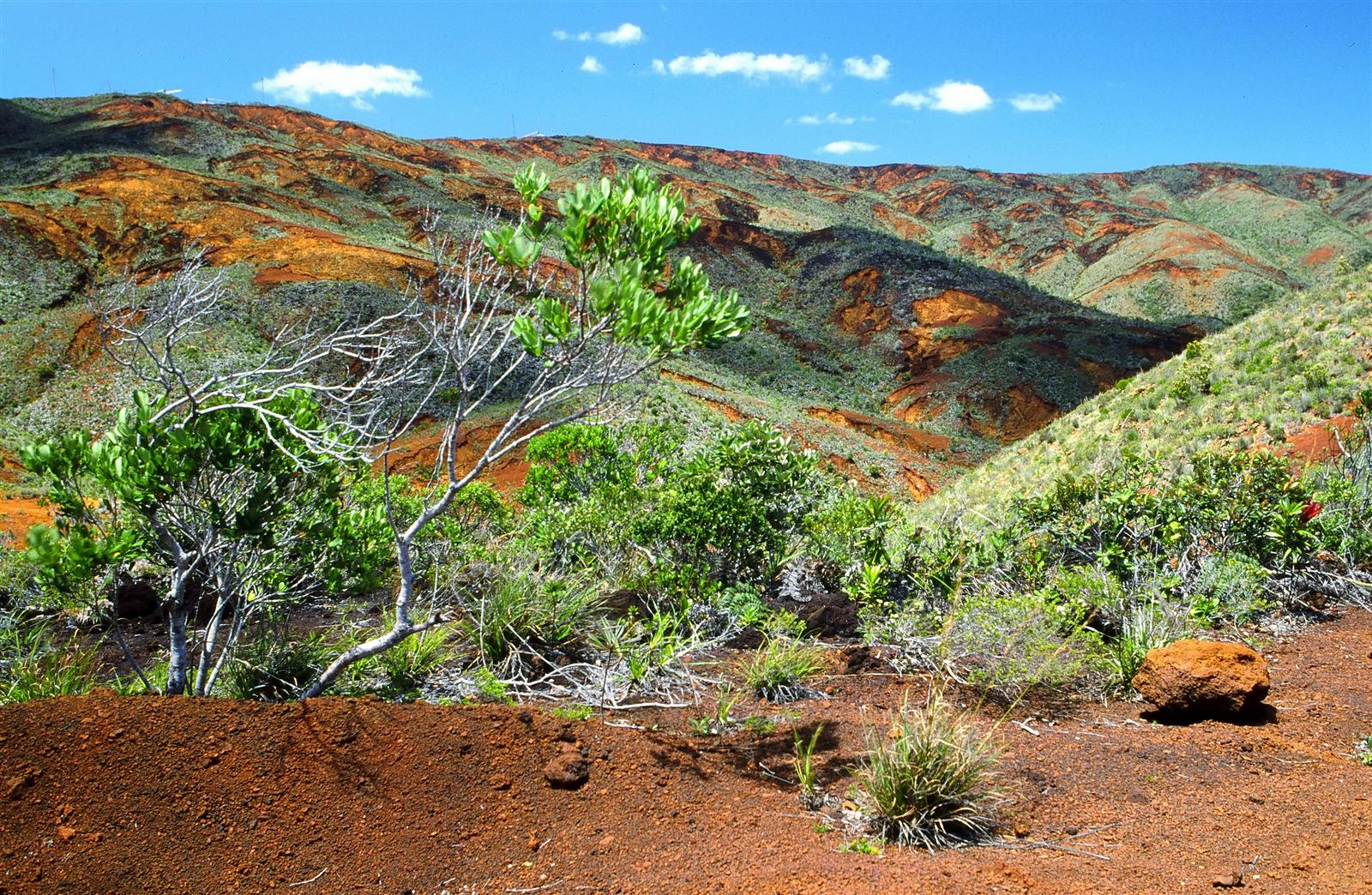
Le maquis minier dans le sud, un des exemples de la richesse de la biodiversité calédonienne.

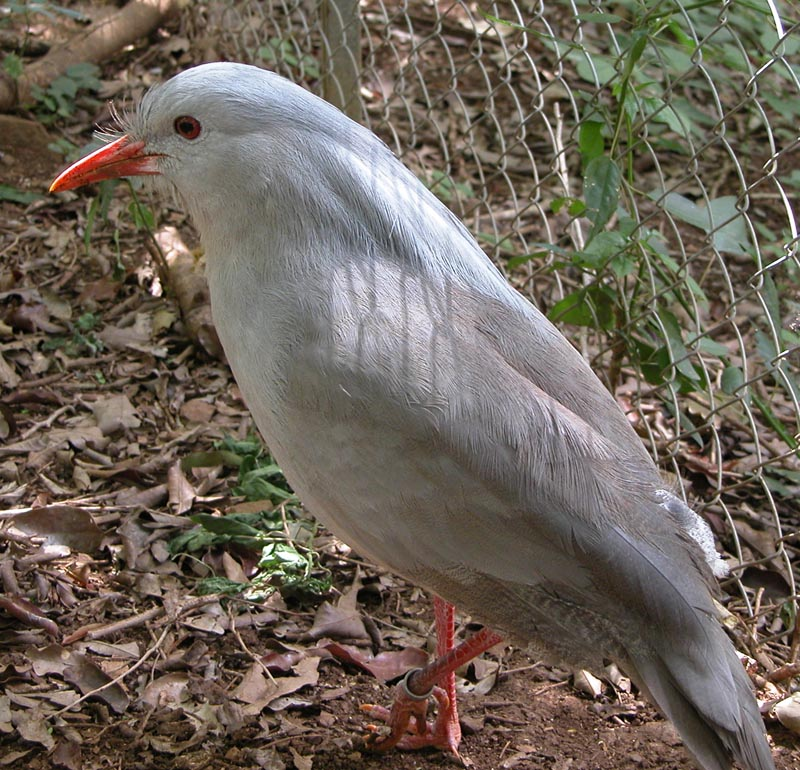
Le cagou.

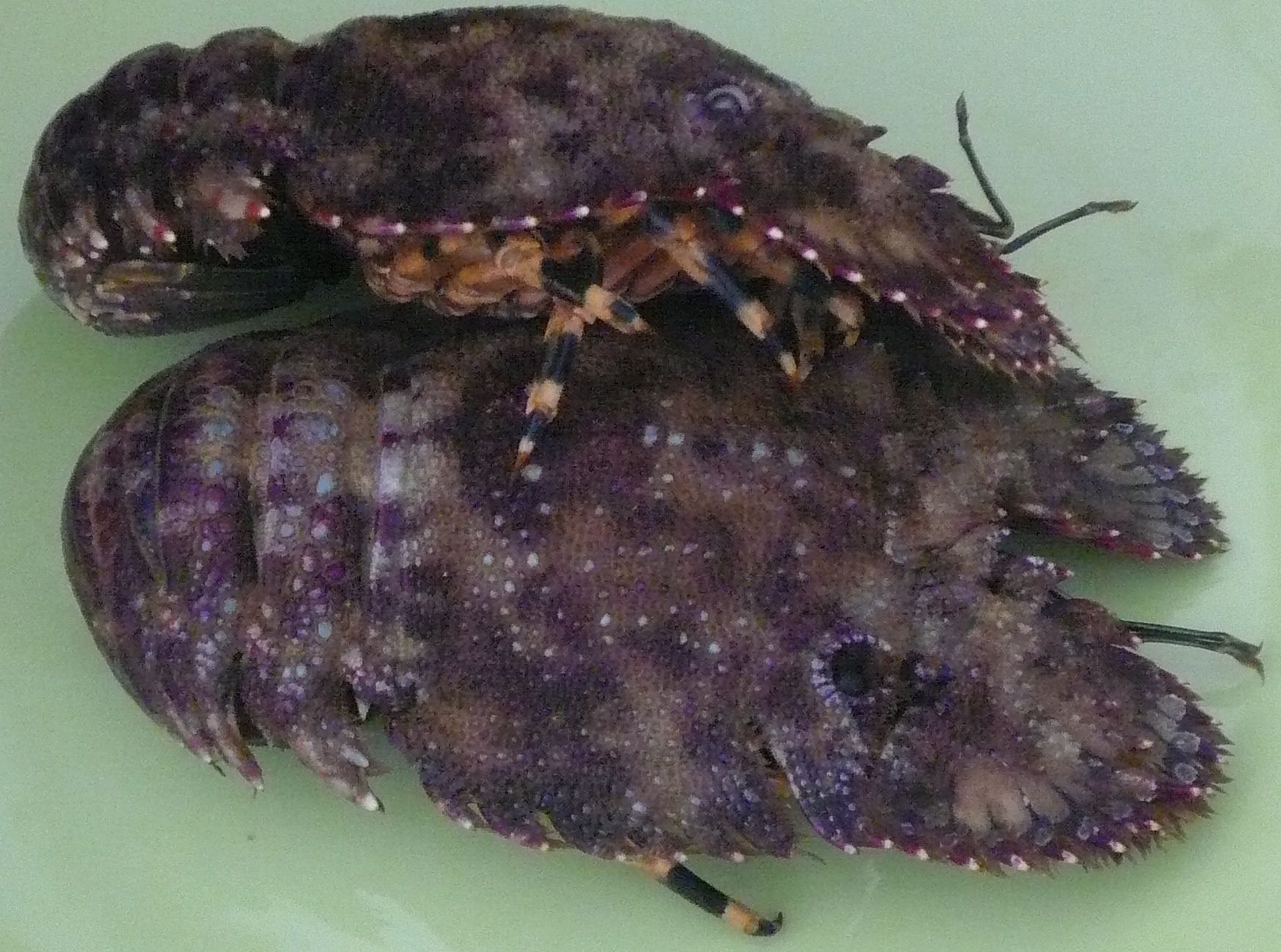
La popinée.

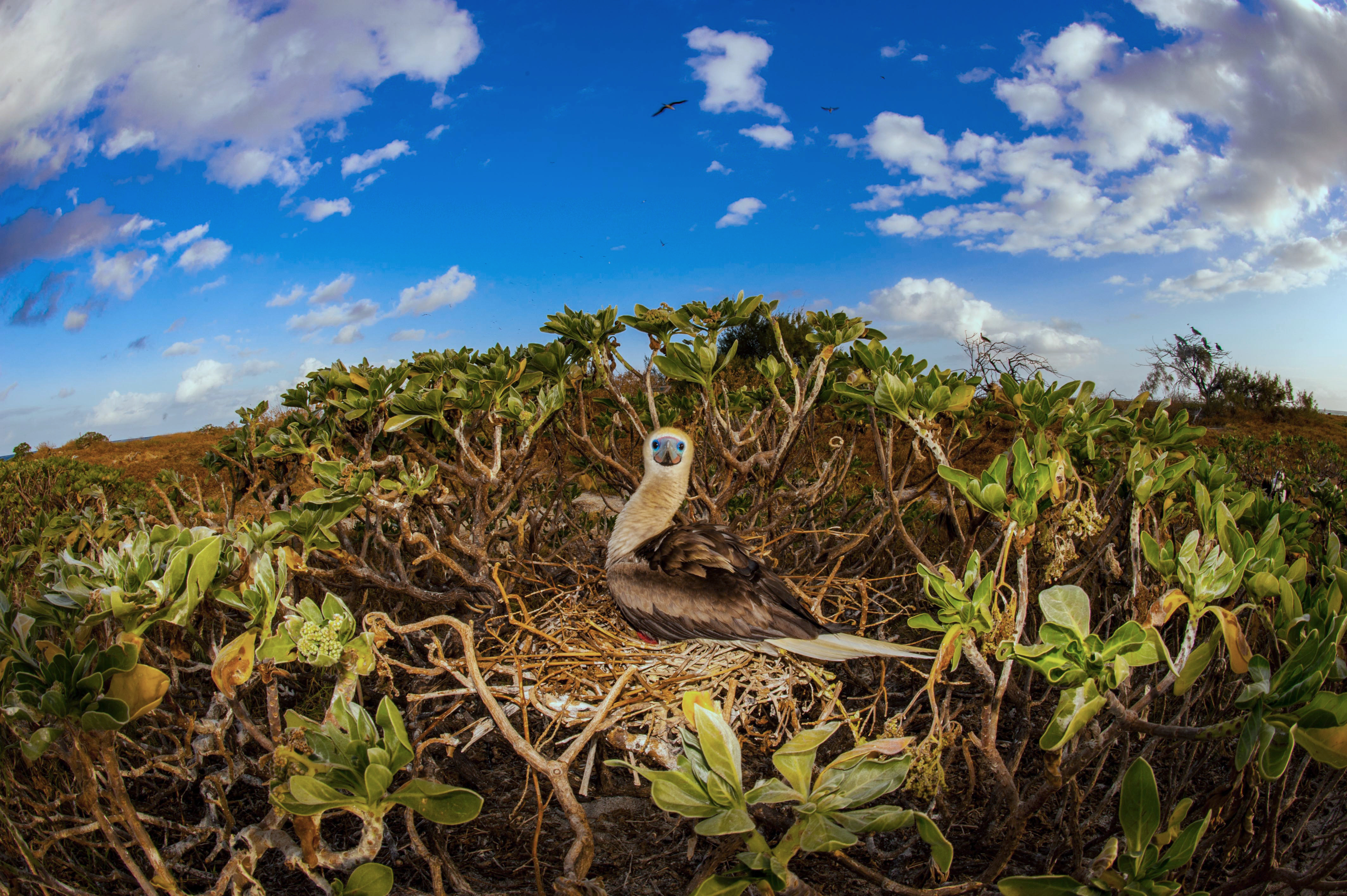
Un fou à pieds rouges couvant ses œufs sur l'île Longue des récifs de Chesterfield.

### Milieux
La Nouvelle-Calédonie est un ensemble d'îles et d'archipels d'Océanie, situés en mer de Corail et dans l'océan Pacifique sud. Cet ensemble fait partie de la Mélanésie et de l'Océanie lointaine. Sa superficie terrestre totale est de 18 575,5 kilomètres carrés.
L'île principale est la Grande Terre, longue de 400 kilomètres et mesurant 64 km dans sa plus grande largeur.
Le climat est de type ...
De par sa position géographique (mer de Corail), la Nouvelle-Calédonie possède « plus de 75 % de la surface des récifs coralliens des territoires français, plaçant la France parmi les premiers pays coralliens du monde » En longueur la barrière de corail est la plus longue du monde, mais reste derrière l'Australie au regard de la superficie. Avec plus de 23 400 km2 de lagons et 8 000 km de structures récifales, ce réseau représente une des formations récifales les plus grandes et les plus variées du monde.

### Faune et flore
La Nouvelle-Calédonie se distingue notamment par une biodiversité d'une grande richesse et originalité. Le taux d'endémie végétal est le troisième plus élevé au monde (80 %) derrière la Nouvelle-Zélande (89 %) et Hawaï (82 %). Il s'agit de l'un des vingt-cinq points chauds de biodiversité définis en 2000 par l'organisation américaine Conservation International.
- Plantes : cinq familles, 107 genres et 3 380 espèces endémiques.
- Reptiles (geckos et scinques) : 24 genres, 112 espèces dont 106 endémiques (95 %).
- Oiseaux : une famille, trois genres, 23 espèces endémiques (liste des oiseaux calédoniens) dont le cagou, emblème du Territoire.
- Crustacés d'eau douce : quatorze espèces endémiques.
- Crustacés : citons juste la popinée, parente des cigales de mer (voir photo ci-dessous).
- Échinodermes : 213 espèces (oursins, étoiles de mer, holothuries, ophiures, comatules)[4].
- Poissons d'eau douce : onze espèces endémiques.
- Mammifères : six espèces endémiques de chauve-souris.
- Insectes : environ 4 000 espèces endémiques répertoriées sur un total estimé de 8 à 20 000 (voir notamment la liste des rhopalocères de Nouvelle-Calédonie).
- Autres invertébrés terrestres : environ 4 500 espèces inventoriées sur un total estimé supérieur à 15 000, avec un taux d'endémicité de 90 % à 100 %.
- Faune et flore récifales et marines. Le bilan des connaissances sur la biodiversité marine en Nouvelle-Calédonie fait état d'environ 20 000 espèces (IRD), (dont 5 % endémiques), avec bon nombre de « fossiles vivants et formes archaïques » (nautile, limule…). Mais de nombreux secteurs demeurent encore inexplorés, ce qui laisse à penser que la biodiversité est bien plus élevée encore.

#### Espèce envahissante
- Wasmannia auropunctata, « fourmi électrique » ou « petite fourmi de feu », originaire d'Amérique du Sud, coûte très cher aux autorités dans les régions d'Australie et de Nouvelle-Calédonie qu'elle a envahies. Ainsi, dans le Queensland (Australie) qu'elle a colonisé depuis 2006, 30 millions de dollars ont déjà été alloués à la lutte contre cette fourmi. En Nouvelle-Calédonie, "dans les forêts qu'elle a envahies, on n'entend plus aucun son d'insecte"[5].
- L'étoile de mer Acanthaster planci attaque la barrière de corail inscrite au patrimoine mondial de l'humanité[6].

### Espaces protégés
En mai 2008 à la 32e session se déroulant au Québec l'UNESCO inscrit six sites récifaux au patrimoine de l'Humanité avec la décision 32 COM 8.B10. Le parc naturel de la mer de Corail, couvrant une surface de 1,3 million de kilomètres carrés, a été créé en 2014

## Impacts sur les milieux naturels

### Activités humaines

#### Chasse, pêche et braconnage
En avril 2013, le Gouvernement de la Nouvelle-Calédonie décide d'interdire la pêche aux requins dans toute sa zone économique exclusive.

### Pression sur les ressources non renouvelables
La filière nickel est un pilier historique de l’économie calédonienne, avec trois usines métallurgiques en fonctionnement en 2023. Sa viabilité est cependant menacée par l'augmentation du coût de l'énergie et des résultats négatifs depuis parfois 10 ans sur certains sites.

### Pollutions

#### La pollution de l'eau
La pollution des lagons par les industries est problématique.

### Impacts de l'urbanisation

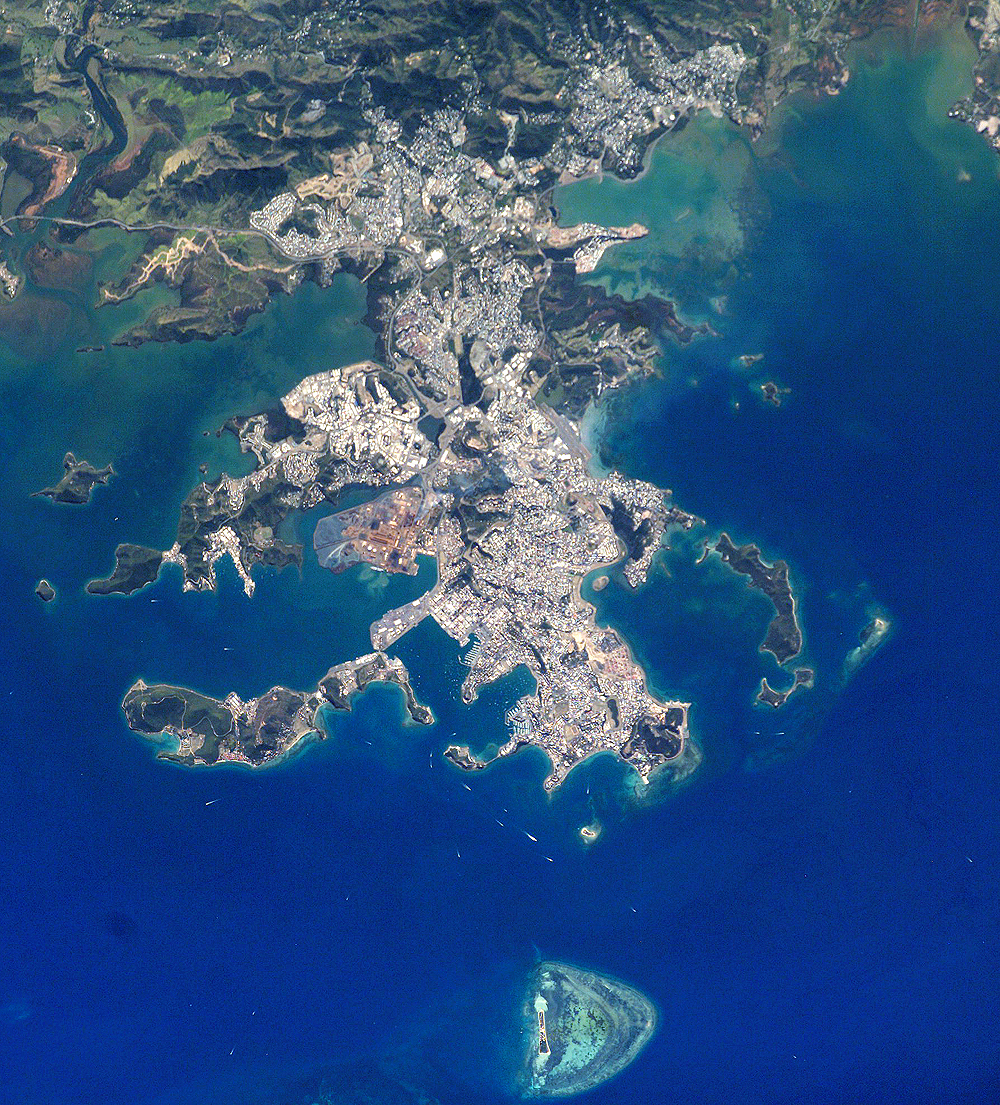
Vue satellite du Grand Nouméa, qui concentre deux tiers des habitants de la Nouvelle-Calédonie.

Sur 271 407 habitants, seulement 18 353 (6,76 %) vivent aux îles Loyauté (9,26 hab/km2) et 49 910 (18,39 %) dans la province Nord (pourtant la plus étendue des trois provinces, et où la densité n'est donc que de 5,21 hab/km2) contre 203 144 (74,85 %) dans la province Sud (27,82 hab/km2) qui regroupe ainsi environ trois quarts de la population calédonienne sur seulement un peu plus d'un tiers du territoire. Et au sein même de cette dernière province la répartition de la population est très déséquilibrée, avec une forte concentration à Nouméa et dans son agglomération. Le chef-lieu Nouméa, avec 94 285 habitants en 2019, rassemble ainsi 34,74 % des habitants du territoire (2 095 hab/km2) sur à peine 0,35 % de sa superficie, et le Grand Nouméa pèse 182 341 personnes, soit 67,18 % de la population totale sur moins d'1/10e de la surface de l'archipel (111 hab/km2).

## Politique environnementale en Nouvelle-Calédonie

### Politique locale
En 2023, une région de Nouvelle-Calédonie, la province des îles Loyauté, accorde le statut d’entité naturelle juridique aux tortues et requins.